# Powódź w Rumunii (2010)
Powódź w Rumunii nawiedziła obszar Rumunii, północnej Mołdawii oraz Ukraińskiego Obwodu czerniowieckiego w Czerwcu 2010 roku. W wyniku podtopień śmierć poniosło 23 osoby. Wszystkie ofiary to obywatele Rumunii. Straty szacowane są na około 65 milionów euro lub 0,5 miliarda lei.

## Przebieg zdarzeń
Ulewne deszcze padające początkowo nad Rumunią doprowadziły do wylania rzeki Seret, która zalała doszczętnie miejscowość Şendreni. Fala kulminacyjna przesuwała się po rzece zalewając kolejno położone nad nią miasta. Premier Rumunii, Emil Boc odwiedził najbardziej zniszczone okręgi: Suczawa oraz Botoszany zapewniając o wsparciu ze strony rządu Rumuńskiego. Z okręgu Alba ewakuowano co najmniej 160 rodzin. W miejscowości Dorohoi w północno-wschodniej Rumunii wylała rzeka Jijia. W samym mieście zginęło 6 osób. 5 lipca 2010 roku odnotowano rekordowy poziom rzeki wynoszący 676 cm, jednak nieoficjalnie wiadomo że poziom wody na Seret w miejscowości o tej samej nazwie wynosił 728 cm. Usuwanie skutków powodzi trwa do dzisiaj.

## Reakcje Międzynarodowe
- Francja - prezydent Francji, Nicolas Sarkozy przekazał na ręce prezydenta Rumunii, Traiana Băsescu wyrazu współczucia oraz kondolencje dla rodzin ofiar powodzi.
- Rosja - władze Rosji zaoferowały pomoc humanitarną dla poszkodowanych. Rosja przekazała około 70 ton pomocy humanitarnej dla Ukrainy. Oprócz tego Rosjanie wysłali do pomocy 530 ratowników oraz 160 wolontariuszy-ochotników.